# Shishi
Pour l’article ayant un titre homophone, voir Chichi.
Shishi (石狮 ; pinyin : Shíshī) est une ville de la province du Fujian en Chine. C'est une ville-district placée sous la juridiction de la ville-préfecture de Quanzhou.

## Démographie
La population du district était de 295 165 habitants en 1999.

## Personnalités liées à la ville
- Yang Liwan (1978-), athlète handisport